# عنب الدب
عيسران أو عنب الدب أو عنب الذئب أو قطب زحاف (بالإنجليزية: Uva ursi)‏ واسمه العلمي (باللاتينية: Arctostaphylos uva-ursi) هو نبات يتبع الفصيلة الخلنجية ويستعمل لأغراض طبية. ويسمى احيانًا كشمش بالخطأ

## الموطن

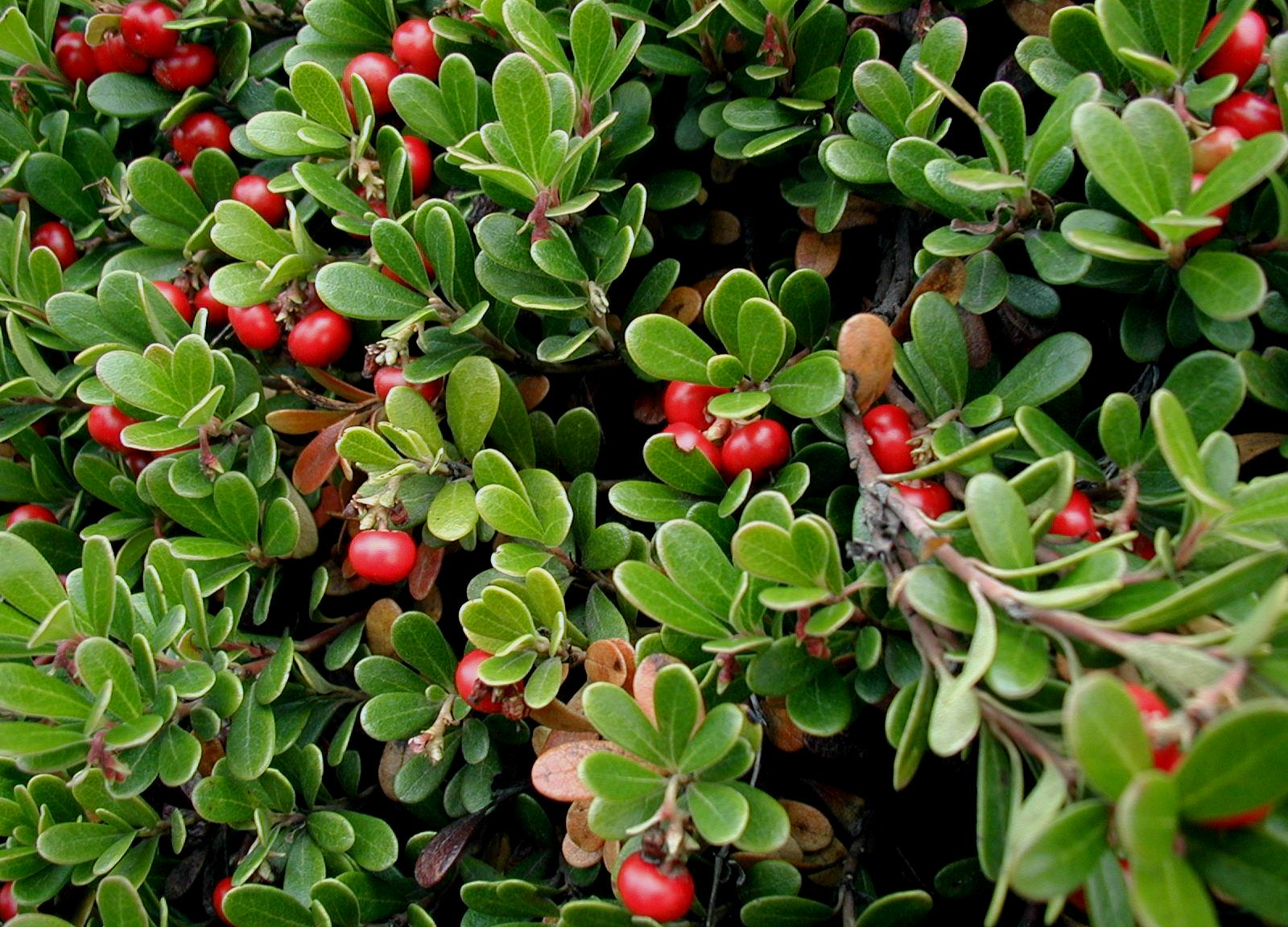
فاكهة عنب الدب

## الاستعمالات

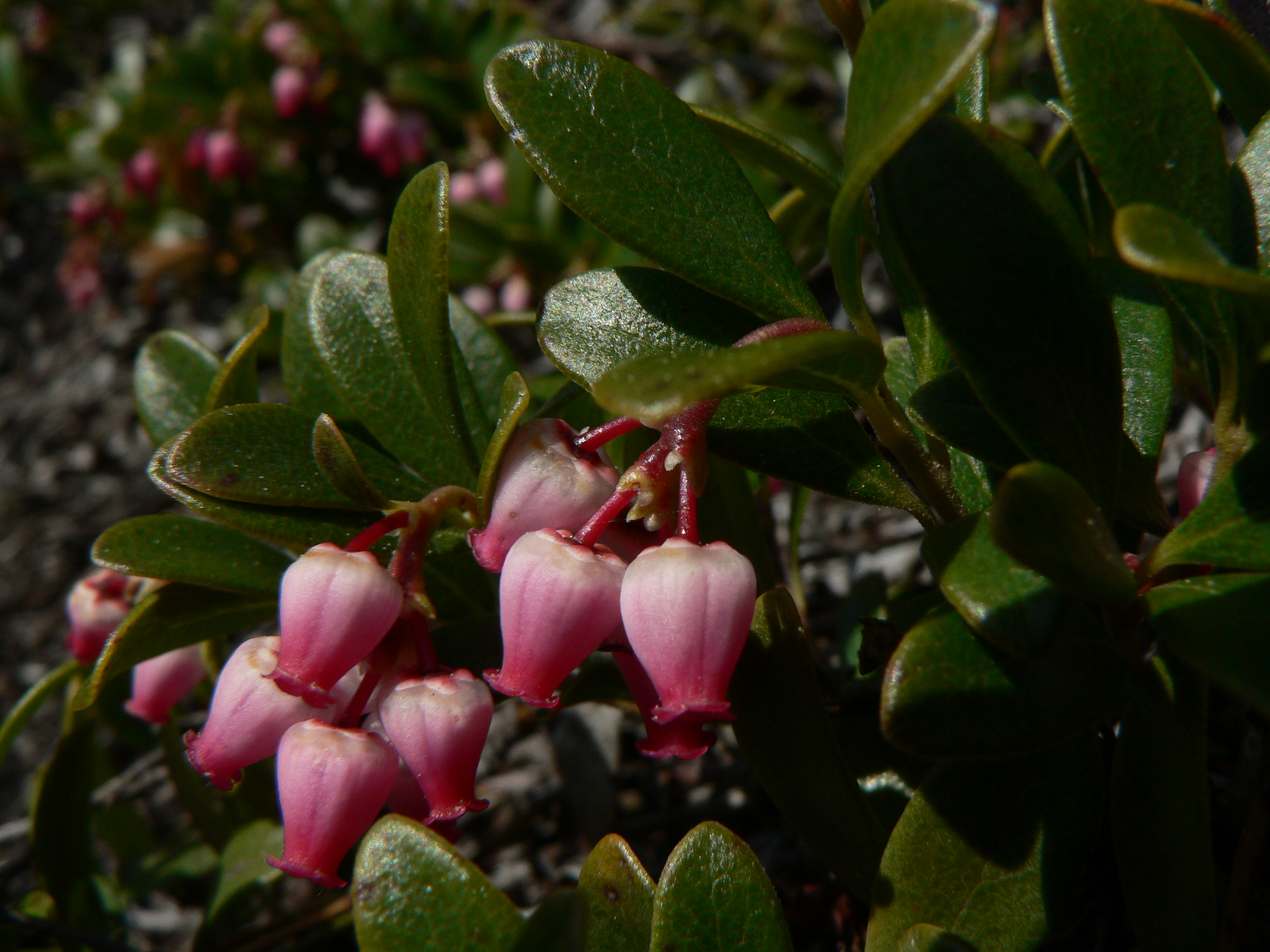
ورود عنب الدب

استخدمت عشبة عنب الدب طبياً على مر العصور. وهي تحتوي على مواد تعالج التهابات المسالك البولية وحصوات الكلى. وهي مفيدة أيضا في معالجة العدوى البكتيرية، مشاكل البروستاتة وتزيل السوائل الزائدة في الجسم.

## نويعات
يوجد هناك أربعة نويعات رئيسية وهي:
- Arctostaphylos uva-ursi subsp. uva-ursi.
- Arctostaphylos uva-ursi subsp. adenotricha.
- Arctostaphylos uva-ursi subsp. coactilis.
- Arctostaphylos uva-ursi subsp. cratericola

كما يوجد نويعات أخرى تستخدم كنباتات زينة وهي من النباتات المخضرة الجذابة. كما أنها تستخدم في التحكم بالتعرية.

## وصلات خارجية
- ملف كامل عن عنب الدب
- النباتات الطبية
- وصف واستخدامات عنب الدب